# 100% No Modern Talking
100 % No Modern Talking ist die erste EP des australischen House-/Dubstep-Duos Knife Party. Die EP wurde erstmals am 12. Dezember 2011 veröffentlicht und enthält vier Titel, Internet Friends, Destroy Them with Lazers, Tourniquet und Fire Hive.

## Hintergründe und Stil
Bevor Rob Swire und Gareth McGrillen offiziell bekanntgegeben hatten, dass sie ein gemeinsames Projekt namens Knife Party starten würden, wurde auf dem SoundCloud-Channel von Swire ein Titel mit dem Namen Not Pendulum veröffentlicht, um zu zeigen, dass das neue Projekt nichts mit ihrer vorherigen Band Pendulum zu tun habe würde. Am 10. Oktober wurde dann der Name ihrer ersten EP öffentlich gemacht. Sie posteten auf Facebook:

“Our upcoming EP is titled ‘100% No Modern Talking’. Will contain 4 tracks: ‘Internet Friends’, ‘Tourniquet’, ‘Fire Hive’, and ‘Back To The Z-List’. The current plan is to make it available for free, as well as through Beatport / iTunes / anywhere else we can put it.”

„Unsere EP wird den Titel ‚100% No Modern Talking‘ tragen. Sie wird 4 Titel enthalten: ‚Internet Friends‘, ‚Tourniquet‘, ‚Fire Hive‘ und ‚Back To The Z-List‘. Aktuell arbeiten wir daran, die EP gratis anzubieten, genauso wie in Beatport oder iTunes, überall, wo wir sie anbieten können.“

Das Veröffentlichungsdatum wurde letztlich am 8. Dezember bekanntgegeben. Am 12. Dezember wurde die EP dann veröffentlicht.
Der Stil der EP wurde mit den Stilrichtungen Drum & Bass, Dubstep, Electro-House und Moombahton beschrieben.
Der Titel 100 % No Modern Talking bezieht sich aller Wahrscheinlichkeit nach auf den digitalen wavetable Synthesizer „Massive“ von Native Instruments, speziell dessen Wellenform „Modern Talking“. Sie ahmt einen vokalen/sprechenden Ton nach und wird exzessiv in modernen elektronischen Musikrichtungen wie Dubstep, Drum & Bass etc. verwendet. Der Titel schließt also ab mit der ubiquitären Verwendung des distinkten „Modern-Talking-Sounds“ und verspricht innovativere Soundgestaltung.

## Titelliste
Titel in der veröffentlichten Reihenfolge:
1. Internet Friends – 5:01
2. Destroy Them with Lazers – 4:56
3. Tourniquet – 5:17
4. Fire Hive – 4:38

## Rezeption

### Charts
Die EP konnte sich in den UK R&B Charts und in den australischen Charts platzieren. In den UK R&B Charts konnte sie bis auf Platz acht kommen. Die australischen Charts wurden ebenfalls erreicht. Die Höchstposition des Albums dort war Nummer 31, insgesamt blieb die EP 15 Wochen in den Top 50.

### Kritik
Das Album bekam überwiegend positive Kritik. Danny Atticus von Hit The Floor Magazine meinte beispielsweise: “So the EP as a whole is good, but I feel it is missing a little something. Maybe if Destroy Them With Lazers wasn’t on there I’d think differently.”.
Auch ein Autor von Salacious Sound gab dem Album eine positive Kritik: „All in all, I think that it’s a quite impressive showing, displaying quality production skills and an obvious sense of fun. Taking into account that Knife Party is only a side-project for two guys who have already attained super stardom, I’m thoroughly pleased.“